# Albert C. Greene

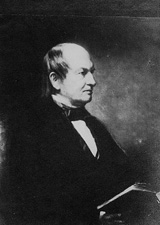
Albert C. Greene

Albert Collins Greene, född 15 april 1792 i East Greenwich, Rhode Island, död 8 januari 1863 i Providence, Rhode Island, var en amerikansk politiker (whig). Han representerade delstaten Rhode Island i USA:s senat 1845-1851.
Greene studerade juridik och inledde 1812 sin karriär som advokat i East Greenwich. Han var delstatens justitieminister (Rhode Island Attorney General) 1825-1843. Han var ledamot av delstatens senat 1843-1844 och efterträdde 1845 John Brown Francis som ledamot av USA:s senat. Han efterträddes sex år senare av demokraten Charles Tillinghast James.
Greenes grav finns på Grace Church Cemetery i Providence.